# Каракозов, Анатолий Николаевич
Анатолий Николаевич Каракозов (1935, Николаев, СССР) — советский футболист, тренер. Вратарь. Мастер спорта СССР (1958).

## Биография
Воспитанник николаевского футбола.
В составе николаевского «Строителя» выступал в чемпионате УССР. В 1956 году стал серебряным призёром чемпионата и финалистом Кубка Николаевской области, а двумя годами ранее помог своей команде завоевать Кубок области.
В 1957 году Каракозов был призван в ряды Вооружённых Сил СССР, службу в которых проходил в одесском СКВО, и в том же году вместе с одесскими армейцами стал чемпионом и обладателем Кубка УССР.
В 1958 году дебютировал в соревнованиях команд мастеров. По итогам этого сезона армейцы Одессы заняли четвёртое место в классе Б первенства СССР, что позволило сразу одиннадцати футболистам основного состава СКВО, включая и Анатолия Каракозова, получить звание «Мастер спорта СССР».
В 1960 году армейцы Одессы удачно выступили в розыгрыше Кубка СССР, в котором впервые в своей истории и впервые в истории выступлений одесских команд мастеров дошли до полуфинала, где уступили будущему обладателю трофея — московскому «Торпедо». Запоминающаяся игра армейского коллектива позволила в том году целому ряду игроков войти в список 33-х лучших футболистов Украины. Анатолий Каракозов был включён в этот список под № 2.
В 1960 году сыграл в товарищеском матче сборной Одессы с миланским «Интернационале», который состоялся на центральном стадионе ЧМП 13 июня. Одесситы в том матче одержали сенсационную победу со счётом 5:1, хотя специалисты футбола, историки и сами участники этого матча не склонны преувеличивать её значение, понимая, что футболисты «Интера» явно несерьёзно отнеслись к игре.
В 1961 году СКА был очень близок к повышению в классе, однако в упорном противостоянии, несмотря на великолепную игру Каракозова, проиграл стыковые матчи своему главному оппоненту тех лет — одесскому «Черноморцу», который, впрочем, также не попал в высший дивизион из-за того, что худшую команду Украины того года, донецкий «Шахтёр», завоевавший Кубок СССР, освободили от переходных игр.
В 1963 году Анатолий Каракозов стал в составе СКА чемпионом Украины и завоевал право на переход в класс «А». По регламенту армейцы должны были заменить в элите худшую команду республики во второй подгруппе. Долгое время во втором круге реальным претендентом был «Черноморец». Однако «моряки» улучшили игру, а позднее Всесоюзная федерация в очередной раз затеяла расширение класса «А», и его вообще никто не покинул.
31 июля 1963 года Каракозов попал в заявку сборной СССР среди клубов на товарищеский матч со сборной Японии, который проходил в Одессе на центральном стадионе ЧМП. Сборная СССР одержала разгромную победу со счётом 8:0, но Каракозов на поле так и не вышел: Лев Яшин защищал ворота советской сборной на протяжении всех 90 минут.
Звёздным сезоном в карьере Каракозова стал 1964 год, по результатам которого армейцы финишировали первыми во второй подгруппе второй группы класса «А» и стали вторыми в финальном турнире, пропустив вперёд только московский «Локомотив». Вратарь в 23 играх сохранил свои ворота в неприкосновенности. Его надёжная игра вкупе с результативными действиями партнёров по команде позволила армейцам отпраздновать выход в высший дивизион.
Два высшелиговых сезона в составе СКА стали для Анатолия Каракозова последними в его игровой профессиональной карьере. Отыграв за одесских армейцев в общей сложности 222 матча за девять лет, голкипер перешёл на тренерскую работу. В 1971 году он работал начальником команды и старшим тренером хмельницкого «Динамо».
В 2001 году Анатолий Каракозов был включён в число лучших футболистов Одессы XX века.
В настоящее время Анатолий Николаевич проживает в США.